# لوثر هندرسون
لوثر هندرسون (بالإنجليزية: Luther Henderson)‏ هو ملحن وعازف بيانو أمريكي، ولد في 14 مارس 1919 في كانساس سيتي في الولايات المتحدة، وتوفي في 29 يوليو 2003 في نيويورك في الولايات المتحدة.

## وصلات خارجية
- لوثر هندرسون على موقع IMDb (الإنجليزية)
- لوثر هندرسون على موقع ميوزك برينز (الإنجليزية)
- لوثر هندرسون على موقع قاعدة بيانات برودواي على الإنترنت (الإنجليزية)
- لوثر هندرسون على موقع قاعدة بيانات برودواي على الإنترنت (الإنجليزية)
- لوثر هندرسون على موقع أول ميوزيك (الإنجليزية)
- لوثر هندرسون على موقع ديسكوغز (الإنجليزية)
- لوثر هندرسون على موقع قاعدة بيانات الفيلم (الإنجليزية)